# A titokzatos stylesi eset
A titokzatos stylesi eset, eredeti címén The Mysterious Affair at Styles Agatha Christie első detektívregénye, amellyel az írónő már 1916-ban elkészült, de hat könyvkiadó is visszautasította, míg végül 1920-ban publikálták. Közel kétezer példányban fogyott el, és az írónőt rögtön híressé tette. A regényírás ötlete az első világháború alatt bukkant elő, amikor az írónő a torquayi kórház gyógyszertárában dolgozott. A művet sorozatokban leközölte a Weekly Times is, és az anyagi siker láttán Agatha férje további regények írására ösztönözte feleségét.
Ez volt az első mű, amelyben felbukkant Hercule Poirot, a híres belga mesterdetektív. A könyv pontos, precíz környezetábrázolást nyújt az első világháború alatti angliai vidéki viszonyokról. A Pharmaceutical Journal dicsérte a regényt, mivel a mérgeket illetően írója tudományosan megalapozott felkészültségről tanúskodott: „Ez a detektívtörténet a mérgekkel intelligensen foglalkozik, és nincsenek benne szamárságok kinyomozhatatlan anyagokról, mint ahogy az oly sokszor lenni szokott. Miss Agatha Christie érti a dolgát.”
Magyarul először a Kaland Könyvkiadónál adták ki a regényt 1943-ban Poirot mester címmel Kolozs Pál fordításában, majd Dezsényi Katalin fordításában, az Európa Könyvkiadó Fekete Könyvek sorozatában, 1978-ban.

## Fontosabb szereplői
- Hercule Poirot
- Arthur Hastings kapitány
- James Japp főfelügyelő
- Emily Inglethorp – az áldozat, egy gazdag, idős nő
- Alfred Inglethorp – a nála sokkal fiatalabb új férje
- John Cavendish – Emily mostohafia
- Mary Cavendish – a felesége
- Lawrence Cavendish – a másik mostohafiú
- Cynthia Murdoch – a család egyik barátjának árvája
- Evelyn Howard – Emily társalkodónője
- Dr. Bauerstein – egy gyanús orvos
- Dorcas – a szobalány

## Cselekménye
A könyv az első világháború alatt játszódik Angliában. A nyugati frontról hadisérülés miatt ideiglenesen hazatért Arthur Hastings kapitány egy londoni szanatóriumban piheni ki fáradalmait, ahol találkozik régi barátjával, John Cavendishsel. Együtt elutaznak Styles St. Marybe.
Itt Hastings kapitány megismerkedik John feleségével, Mary Cavendish-sel; öccsével, Lawrence Cavendish-sel, aki a közeli városban orvos, Emily Inglethorppal, John hetven év körüli, gyomorbeteg mostohaanyjával, aki a stylesi kastély tulajdonosa, és a hatalmas Cavendish vagyon örököse. Emily Inglethorp nemrég ment férjhez újra, mégpedig egy nála húsz évvel fiatalabb, vastag fekete szakállú, szemüveget viselő férfihoz, Alfred Inglethorphoz, akit a család többi tagja és a személyzet hozományvadásznak tart. Két éve él a kastélyban Cynthia Murdoch is, Inglethorp asszony védence, aki Lawrence Cavendish-sel jár be a közeli kórházba dolgozni, mint ápolónő. A személyzet tagjai Dorcas, Mrs. Inglethorp idős szobalánya és Evelyn Howard, Mrs. Inglethorp társalkodónője, „jolly jokere”.
A légkör feszült, gyakoriak a veszekedések Mrs. Inglethorp és John Cavendish között Alfred Inglethorp miatt. Többen hallják az ablakon keresztül, hogy Mrs. Inglethorp veszekszik egy férfival, akit a férjének tartanak, majd egy kis idő múlva sírva kéri, hogy gyújtsanak be a kandallójában. Mrs. Inglethorp elküldet ügyvédért is, hogy új végrendeletet írjon, aki azonban csak másnap tud eljönni. A vacsora feszült légkörben zajlik, Alfred Inglethorp házon kívül tölti az estét.
Éjjel a ház népe kiáltozásra ébred, Mrs. Inglethorp haldoklik, teste görcsösen megfeszül, majd meghal. Az orvos sztrichnin mérgezést állapít meg, Alfred Inglethorp pedig gyanúba keveredik , mivel látták a közeli patikában sztrichnint venni.
Ekkor bukkan fel Hercule Poirot, aki Belgiumból menekült a háború elől, és Mrs. Inglethorp neki és néhány bajtársának a faluban házat bérelt. Rögtön nyomozásba kezd, és Mrs. Inglethorp szobájában egy felbontatlan levelet talál az asszony ügyvédjének címezve, a kandallóban elégett végrendelet maradványát, kevés gyógyszert Mrs. Inglethorp gyomorbetegségére, valamint kakaót – amely nem tartalmaz sztrichnin nyomokat –, amit Mrs. Inglethorp a halála előtt ivott. A levelet nem bontja fel, elzárja a szobában az ügyvéd megérkezéséig, ám később észreveszik, hogy a levél eltűnt. A házban sehol, senkinél nem találják. Alfred Inglethorpra mind jobban ráterelődik a gyanú, ő azonban nem akarja magát megvédeni, nem védekezik. Poirot kideríti, hogy nem ő vásárolta a patikában a sztrichnint, mivel ugyanabban az időpontban más helyen látták. Alfred Inglethorp ellen nem indul eljárás, helyette azonban gyanúba kerül John Cavendish, akiről kiderül, hogy ő volt a, aki hangosan veszekedett Mrs. Inglethorppal néhány órával annak halála előtt.
A könyv végén Poirot összehívja a rejtély résztvevőit, hogy felfedje a gyilkosságot. Poirot szerint a sztrichnin az orvosságában volt, amely fékezte a különben gyors hatású sztrichnint, így került Mrs. Inglethorp szervezetébe a méreg. Poirot feleleveníti Mrs. Inglethorp halálának napját: megtudják a résztvevők, hogy miután Mrs. Inglethorp összeveszett Johnnal, rögtön új végrendeletet írt, amelynek írása közben véletlenül megtalálta férje, Alfred Inglethorp egy másik személyhez írt levelét, amely az ő meggyilkolásának tervéről szólt. Így Mrs. Inglethorp a nemrég írt végrendeletet elégette, és másnap újat akart írni, amelyben férjét kitagadja az örökségből. Ám az este Mrs. Inglethorp meghal. A felbontatlan levél, amelyet nem találtak, végül megkerül: vékony csíkokra vágta a gyilkos, és egy polcon lévő fidibusztartóba tette. A levél a Mrs. Inglethorp által megtalált írást tartalmazza, amely férje bűnösségét bizonyítja. Alfred Inglethorp volt az, aki megölte az örökségért a feleségét, de nem egyedül tette: a közeli patikában a sztrichnint Alfred Inglethorp unokatestvére, szeretője és cinkostársa – vastag fekete álszakállal és fekete öltönyben, ezáltal igazolva alibit Alfred Inglethorpnak –, Evelyn Howard vette.

## Magyarul
- Poirot mester. Regény; ford. Kolozs Pál; Mátravölgyi Ny., Bp., 1943 (Kaland Regények)
- A titokzatos stylesi eset; ford. Dezsényi Katalin / Függöny. Poirot utolsó esete. Bűnügyi regények; ford. Gy. Horváth László; Európa, Bp., 1978

## Feldolgozásai
- Poirot: A titokzatos Stylesi eset (Agatha Christie's Poirot: The Mysterious Affair at Styles, 1990), rendező: Ross Devenish, szereplők: David Suchet, Hugh Fraser, Philip Jackson
- Slepkavība Stailzā (1990), szereplők: Arnolds Liniņš, Romāns Birmanis, Renāte Šteinberga
- Les Petits Meurtres d'Agatha Christie: La mystérieuse affaire de Styles (2016), rendező: Eric Woreth, szereplők: Samuel Labarthe, Blandine Bellavoir, Elodie Frenck
- A titokzatos stylesi eset (2022), rendező: Lichter Péter, szereplők: Mácsai Pál